# Cimetière militaire britannique d'Anzin-St. Aubin
Le cimetière militaire britannique d'Anzin-St. Aubin (Anzin-St. Aubin British Cemetery) est un cimetière militaire de la Première Guerre mondiale situé à Anzin-Saint-Aubin (Pas-de-Calais). Le cimetière est entretenu par la Commonwealth War Graves Commission. 

## Histoire
Le cimetière a été ouvert en avril 1917 par la 51e (Highland) Division, et utilisé par les unités d'artillerie et les unités des ambulances jusqu'à octobre 1917. Il a ensuite été utilisé par les 30e et 57e Casualty Clearing Stations. La 51e Division y est revenue, en avril 1918 et l'a fermé en septembre suivant. Trois soldats indiens y ont été enterrés en 1922.

## Victimes
| Pays        | Victimes |
| ----------- | -------- |
| Royaume-Uni | 291      |
| Canada      | 63       |
| Inde        | 4        |
| Total       | 358      |